# Elena Burke
Elena Burke   (l'Havana, 28 de febrer de 1928 - l'Havana, 9 de juny de 2002), de nom real Romana Burgues, va ser una important cantant cubana de boleros i balades.
Va iniciar-se amb només 13 anys en el món de la música amb artistes com Facundo Rivero o el Cuarteto D'Aida. A partir de 1958 inicià carrera en solitari, tant a nivell nacional com internacional. Va destacar amb èxits com Llora, Siempre que hablo contigo, Imágenes o Sueño dorado. Va ser una de les cantants més importants de l'estil conegut com a filin (de l'anglès feeling, un gènere derivat del blues i del jazz molt popular a Cuba).
Col·laborà amb Omara Portuondo, Nat King Cole o Lucho Gatica, entre d'altres, i intervingué en algunes pel·lícules. Fou coneguda amb el sobrenom de La señora sentimiento.
La seva filla, Malena Burke, i la seva neta, Lena Burke, també son cantants.